# Natrice (personaggio)
Natrice (Cottonmouth) il cui vero nome è Burchell Clemens,è un personaggio dei fumetti statunitensi pubblicati da Marvel Comics, creato da Mark Gruenwald (testi) e Paul Neary (disegni) è esordito in Captain America (Vol. 1) n. 310 (ottobre 1985).

## Cronologia delle pubblicazioni
Natrice è un super cattivo a tema serpente, principalmente associato alla Società dei Serpenti. È apparso per la prima volta in Captain America (Vol. 1) n. 310 (ottobre 1985), creato dallo scrittore Mark Gruenwald e dall'artista Paul Neary. Burchell Clemens è stato potenziato artificialmente e gli è stata data la capacità di estendere la mascella fino a oltre un piede e di mordere materiali solidi come il cemento. È apparso per la prima volta come parte della Società dei serpenti, spesso collaborando con il membro della società Aspide. La squadra entrò in conflitto con Capitan America durante un attacco a pagamento su MODOK Dopo essere stato arrestato, il leader della società Sidewinder liberò Cottonmouth e altri dalla custodia. Quando Viper prese il controllo della Società dei Serpenti, Natrice fu uno dei membri che si opposero a lei, schierandosi con Capitan America per sconfiggere Viper. Natrice rimase membro quando la Società dei serpenti fu riorganizzata come Soluzioni del serpente.

## Biografia dei personaggi

### Cottonmouth I
Cottonmouth il cui il vero nome è Cornell Stokes, è un personaggio avversario di Luke Cage, è un signore della droga a New York

### Natrice (Cottonmouth II)
Burchell Clemens è nato a Mobile, Alabama, ed ha subito una serie di modifiche bioniche da parte della Roxxon Oil Company sviluppando capacità sovrumane e caratteristiche simili a quelle di un serpente, venendo successivamente arruolato da Sidewinder nella Società dei Serpenti col nome in codice di "Cottonmouth" ed affrontando Capitan America in più occasioni. Quando Viper assume il comando del gruppo inizialmente Cottonmouth rimane fedele a Sidewinder ma passa poi dalla parte della donna e infine da quella di Cobra, che subentra al ruolo di leader del gruppo scalzando l'usurpatrice.
Dopo aver preso parte al processo tenuto dalla Società dei Serpenti contro Diamante per via del suo rapporto con Capitan America, evento che provoca il conseguente scioglimento del gruppo a causa della vendetta della donna, Cottonmouth affronta Pantera Nera e Luke Cage venendo imprigionato per poi scontrarsi coi Thunderbolts una volta evaso, American Eagle e Wolverine.
Ricostituita la Società dei Serpenti assieme ad altri ex-membri sotto forma di gruppo mercenario, Cottonmouth tenta di riscuotere la taglia messa sulla testa di Nick Fury Jr. da Orion ma viene ostacolato ed apparentemente ucciso da Deadpool. Miracolosamente sopravvissuto, tenta di svaligiare una banca assieme ai compagni venendo sconfitto ed arrestato da Hope Summers per poi venire reclutato nella nuova incarnazione della Società dei Serpenti, ribattezzata "Serpent Solutions", sotto la guida del redivivo Viper.

## Poteri e abilità
Grazie alla ricostruzione bionica, Natrice possiede muscoli della mascella e del collo potenziati e denti d'acciaio che gli consentono di mordere con forza sufficiente per frantumare blocchi di cemento o deformare metalli più morbidi del ferro, appendere a una corda con i denti fino a un'ora e aprire le braccia. bocca più grande della dimensione di una testa umana.

## Altri media

### Televisione
- Cottonmouth appare in Disk Wars: Avengers come membro della Società dei serpenti.[senza fonte]

### Videogiochi
- Natrice (Cottonmouth) appare come personaggio giocabile in LEGO Marvel's Avengers.[17]